# Carex ninagongensis
Carex ninagongensis är en halvgräsart som först beskrevs av Georg Kükenthal, och fick sitt nu gällande namn av Ernest Nelmes, Robyns och Roland Louis Jules Alfred Tournay. Carex ninagongensis ingår i släktet starrar, och familjen halvgräs. Inga underarter finns listade i Catalogue of Life.